# Christina Singer
Christina Singer (Göppingen, 27 luglio 1968) è un'ex tennista tedesca.

## Biografia
In carriera ha raggiunto una finale di doppio al Faber Grand Prix nel 1993, in coppia con la connazionale Wiltrud Probst. Nei tornei del Grande Slam ha ottenuto il suo miglior risultato raggiungendo il terzo turno nel singolare agli US Open nel 1993 e a Wimbledon nel 1995, nel doppio all'Open di Francia nel 1994 e a Wimbledon nel 1996, e nel doppio misto sempre a Wimbledon nel 1995.
In Fed Cup ha disputato un totale di 5 partite, collezionando 2 vittorie e 3 sconfitte.

## Statistiche

### Doppio

#### Finali perse (1)
| Numero | Anno            | Torneo                  | Superficie | Compagna       | Avversarie in finale                  | Punteggio |
| 1.     | 31 ottobre 1993 | Faber Grand Prix, Essen | Cemento    | Wiltrud Probst | Arantxa Sánchez Vicario Helena Suková | 2-6, 2-6  |

### Risultati in progressione
| Sigla | Risultato               |
| ----- | ----------------------- |
| V     | Vincitore               |
| F     | Finalista               |
| SF    | Semifinalista           |
| O     | Oro olimpico            |
| A     | Argento olimpico        |
| SF    | Bronzo olimpico         |
| QF    | Quarti di Finale        |
| 4T    | Quarto turno            |
| 3T    | Terzo turno             |
| 2T    | Secondo turno           |
| 1T    | Primo turno             |
| RR    | Round Robin             |
| LQ    | Turno di qualificazione |
| A     | Assente                 |
| ND    | Non disputato           |

| Legenda superfici    |
| -------------------- |
| Cemento              |
| Terra battuta        |
| Erba                 |
| Superficie variabile |

#### Singolare nei tornei del Grande Slam
| Torneo          | 1987 | 1988 | 1989 | 1990 | 1991 | 1992 | 1993 | 1994 | 1995 | 1996 |
| --------------- | ---- | ---- | ---- | ---- | ---- | ---- | ---- | ---- | ---- | ---- |
| Australian Open | 2T   | A    | 2T   | A    | A    | A    | A    | 2T   | 2T   | 1T   |
| Open di Francia | 1T   | 1T   | A    | A    | A    | A    | 1T   | 1T   | 2T   | 1T   |
| Wimbledon       | A    | 2T   | A    | A    | A    | A    | 1T   | 1T   | 3T   | 1T   |
| US Open         | A    | 1T   | A    | A    | A    | A    | 3T   | 1T   | 2T   | 1T   |

#### Doppio nei tornei del Grande Slam
| Torneo          | 1987 | 1988 | 1989 | 1990 | 1991 | 1992 | 1993 | 1994 | 1995 | 1996 | 1997 | 1998 | 1999 |
| --------------- | ---- | ---- | ---- | ---- | ---- | ---- | ---- | ---- | ---- | ---- | ---- | ---- | ---- |
| Australian Open | A    | A    | 2T   | A    | A    | A    | A    | 1T   | 2T   | 1T   | A    | A    | 2T   |
| Open di Francia | 2T   | 1T   | A    | A    | A    | A    | 1T   | 3T   | 2T   | 1T   | A    | 2T   | 1T   |
| Wimbledon       | 1T   | 1T   | A    | A    | A    | A    | A    | 2T   | 1T   | 3T   | A    | 1T   | 2T   |
| US Open         | A    | A    | A    | A    | A    | A    | 1T   | 1T   | 2T   | 1T   | A    | 2T   | A    |

#### Doppio misto nei tornei del Grande Slam
| Torneo          | 1994 | 1995 | 1996 | 1997 | 1998 |
| --------------- | ---- | ---- | ---- | ---- | ---- |
| Australian Open | A    | A    | A    | A    | A    |
| Open di Francia | A    | A    | A    | A    | 1T   |
| Wimbledon       | 2T   | 3T   | 1T   | A    | A    |
| US Open         | A    | A    | A    | A    | A    |